# Moritz Sembritzki
Moritz Sembritzki (*  1983 in Oldenburg) ist ein Berliner Jazzmusiker (Gitarre, Komposition, Orchesterleitung).

## Leben und Wirken
Sembritzki studierte von 2003 bis 2006 an der Musikhochschule Weimar Jazzgitarre bei Frank Möbus, um ab 2006 seine Studien an der Hochschule für Musik und Theater Leipzig bei Werner Neumann sowie in Paris fortzusetzen. 2008 erhielt er den Jazznachwuchspreis der Marion Ermer Stiftung. Heute lebt er in Berlin.
Als Leader und Gitarrist des Berliner Magnetic Ghost Orchestra produzierte und schrieb er die Musik für das Album Sand (2016) u. a. mit Malte Schiller, Evgeny Ring, Florian Menzel, Raphael Klemm und Moritz Baumgärtner. Seine Bigband-Kompositionen wurden auch von der Spielvereinigung Süd (Leipzig), Fette Hupe (Hannover), Kasseturm Big Band (Weimar) und dem Landesjugendjazzorchester Niedersachsen gespielt. Daneben arbeitet er als künstlerischer Koordinator für die New Yorker Komponistin Lisa Bielawa und ihre großformatige Neue-Musik-Performance „Airfield Broadcast“, das in Berlin und San Francisco zur Aufführung kam. 
Seit Januar 2016 besteht eine 7-köpfige Formation unter Sembritzkis Leitung mit dem Namen Koerper v. a. mit Leipziger Musikern. 
Weiterhin ist Sembritzki als Dozent an der Leipziger Hochschule für Musik tätig.